# Ferdinand Ďurčanský
Ferdinand Ďurčanský (Rajec, 18 dicembre 1906 – Monaco di Baviera, 15 marzo 1974) è stato un politico slovacco.
Fu ministro degli esteri della Prima Repubblica Slovacca nel governo Tiso, in carica dal 15 marzo 1939 al 27 ottobre 1939, e ministro degli esteri e ministro degli interni nel governo Tuka, dal 27 ottobre 1939 alle sue dimissioni il 29 luglio 1940. Esponente del Partito Popolare Slovacco di Hlinka, era noto per la sua virulenta propaganda antisemita, ma si dimise dai suoi incarichi governativi prima dell'inizio dell'Olocausto in Slovacchia. Dopo la guerra aderì all'Organizzazione Gehlen.

## Biografia
Nato a Rajec, allora nel comitato di Trencsén del Regno d'Ungheria, studiò all'Institute des Hautes Études Internationales di Parigi, all'Università Slovacca e all'Accademia del diritto internazionale dell'Aia, conseguì il dottorato in giurisprudenza e fu professore di diritto all'Università Slovacca.
Ďurčanský sviluppò una tendenza nazionalista nell'ambito accademico. Mentre la Rodobrana, la formazione paramilitare del Partito Popolare Slovacco di Hlinka, ufficialmente sciolta nel 1927, si trovava in declino a metà degli anni 1930, i nazionalisti slovacchi estremisti si riunirono attorno alla rivista Nástup, diffusa fra gli studenti universitari e diretta da suo fratello Ján Ďurčanský. A differenza di alcuni suoi contemporeanei, che rivendicavano un'autonomia nell'ambito della Cecoslovacchia, Ďurčanský sosteneva la piena indipendenza della Slovacchia; quando con Jozef Tiso fece visita ad Adolf Hitler nel 1938, fu Ďurčanský da solo a insistere presso il Führer su questo punto. Nell'ottobre 1938, disse a Hermann Göring che in Slovacchia «la questione ebraica sarà risolta in modo simile alla Germania».
I suoi seguaci, noti come 'Generazione dei giovani', ricoprirono numerosi incarichi nel governo di Vojtech Tuka: Ďurčanský stesso era contemporaneamente ministro degli interni e ministero degli esteri. Dovette dimettersi dopo la Conferenza di Salisburgo, poiché i tedeschi erano contrari alla sua politica estera indipendente: tentava di mantenere i contatti con le potenze occidentali e intratteneva rapporti amichevoli con l'Unione Sovietica.
Tiso tentò di coinvolgerlo nuovamente nel governo nel 1944, ma i nazisti si opposero. Rimase comunque un grande sostenitore di Tiso e della collaborazione con l'Asse e cercò di organizzare una resistenza contro l'Unione Sovietica fino all'inizio del 1945, quando fuggì in Austria.

### Complotto anticomunista
La Commissione delle Nazioni Unite per i crimini di guerra accettò le accuse cecoslovacche secondo cui Ferdinand Ďurčanský sarebbe stato pagato dai servizi segreti nazisti e fosse complice nell'uccisione degli ebrei. Condannato a morte in contumacia in patria, aveva però trovato rifugio in Occidente nel 1945, da dove espresse profonde critiche al regime comunista cecoslovacco. Secondo Mark Aarons e John Loftus Ďurčanský sarebbe stato un membro di Intermarium, una rete coperta anticomunista con sede a Parigi, che giocò un ruolo importante nella ratline ed era sotto il controllo dei servizi segreti britannici. Dopo aver trovato rifugio in Vaticano, Ďurčanský riuscì a stringere contatti con altri esponenti dello stesso suo orientamento per ordire una cospirazione per ristabilire lo Stato slovacco e altri governi totalitari di destra negli Stati dell'Europa orientale in cui erano nate le democrazie popolari comuniste. A questo fine Ďurčanský diffondeva radiofonicamente comunicati in Slovacchia (secondo il New York Times) e pubblicava opuscoli in cui dichiarava che sarebbe presto tornato come primo ministro della Slovacchia indipendente. Stabilì un suo Comitato di Liberazione della Slovacchia come centro operativo di questi complotti, ma le sue mire subirono un brusco arresto quando nel settembre del 1947 il generale Ferjenčík portò a termine un'indagine che rivelò tutti i retroscena del gruppo di Ďurčanský e anche come il gruppo fosse stato infiltrato da agenti comunisti. Il rapporto di Ferjenčík fu usato come base per il colpo di stato comunista in Cecoslovacchia del 1948. La rapidità con cui il complotto di Ďurčanský fallì e la sua conoscenza da parte dei comunisti fece sorgere nei servizi segreti britannici il sospetto che lo stesso Ďurčanský facesse in realtà il doppio gioco, ma non fu trovata nessuna prova di quest'ipotesi e in breve tempo Ďurčanský fu nominato presidente dell'Intermarium.

### Ultimi anni
Dopo il fallimento del suo complotto, Ďurčanský approfittò di una ratline per fuggire in Argentina. Era stato per qualche tempo sotto la protezione dell'agente britannico Kim Philby, che quando divnne ufficiale di collegamento con gli Stati Uniti e con il Canada tentò di portare Ďurčanský in Nord America. La CIA però al tempo sosteneva il gruppo più moderato dei Democratici Cechi e rifiutò di collaborare con un separatista slovacco con un passato di collaborazionista. Philby tuttavia riuscì a ottenere per Ďurčanský un visto britannico per l'ingresso in Canada nel dicembre del 1950: Ďurčanský fece del Canada il suo centro operativo per alcuni anni e ancora negli anni 1970 compiva in Canada alcune visite con conferenze pubbliche.
Ďurčanský tornò in Europa nel 1952, si stabilì a Monaco di Baviera e proseguì la sua attività per l'indipendenza slovacca dalla Germania Ovest. Fu anche in contatto con gruppi slovacchi negli Stati Uniti: nel 1959 compì una visita e il Dipartimento di Stato degli Stati Uniti dichiarò che essere stati membri o affiliati del partito nazista non era più una motivazione per la negazione del visto di ingresso. Il suo impegno contro il regime comunista cecoslovacco fecero di Ferdinand Ďurčanský per un breve periodo il presidente del Comitato Slovacco di Azione all'Estero e del Blocco di nazioni antibolsceviche. Scrisse molti articoli per riviste di destra europee come Nation Europa, Zeitschrift für Geopolitik e Politische Studien.
Ďurčanský morì di cause naturali a Monaco di Baviera.

## Memoria

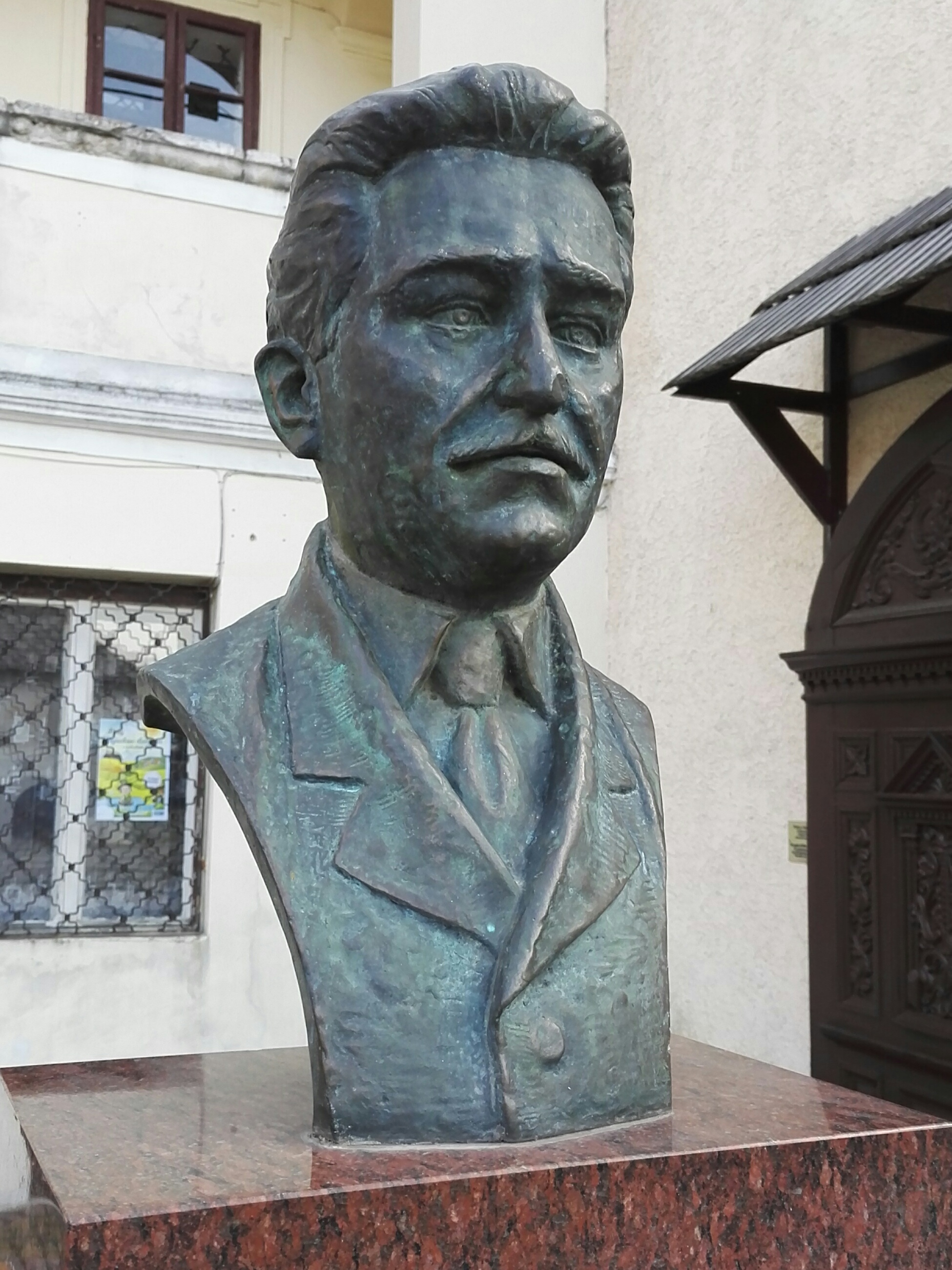
Busto di Ferdinand Ďurčanský a Rajec

Nel 2011 un busto di Ďurčanský è stato installato sulla piazza SNP di Rajec, dopo una delibera del consiglio comunale. Il monumento ha provocato una dura dichiarazione della sezione storica dell'Accademia slovacca delle scienze in cui si dice che l'inaugurazione del busto è una negazione dei principi della società democratica.